# Новый Энгеной
Новый Энгеной (чечен. Керла Энгана) — село в Гудермесском районе Чеченской Республики. Административный центр Ново-Энгенойского сельского поселения.

## География
Село расположено у слияния рек Гумс и Хулхулау в реку Белка, в 5 км к юго-западу от районного центра — Гудермес и в 27 км к востоку от города Грозный.
Ближайшие населённые пункты: на северо-западе — село Джалка, на северо-востоке — город Гудермес, на юго-востоке — село Иласхан-Юрт и на юге — село Цоци-Юрт.

## История
Селение Новый Энгеной было основано в 1989 году, переселенцами из села Энгеной Ножай-Юртовского района, пострадавшего от разрушительного оползня. Основное население села составляют представители тайп — Энганой.

## Население
| 1990  | 2002  | 2010  | 2012  | 2013  | 2014  | 2015  |
| ----- | ----- | ----- | ----- | ----- | ----- | ----- |
| 862   | ↗2221 | ↗3021 | ↗3159 | ↗3240 | ↗3307 | ↗3387 |
| 2016  | 2017  | 2018  | 2019  | 2020  | 2021  | 2023  |
| ↗3475 | ↗3523 | ↗3587 | ↗3659 | ↗3692 | ↗4713 | ↗4799 |
| 2024  |       |       |       |       |       |       |
| ↗4866 |       |       |       |       |       |       |

Национальный состав
По данным Всероссийской переписи населения 2010 года:
| № | Национальность | Численность, чел. | Доля    |
| - | -------------- | ----------------- | ------- |
| 1 | чеченцы        | 3 013             | 99,73 % |
| 2 | другие         | 8                 | 0,27 %  |

## Инфраструктура
В селе имеются средняя общеобразовательная школа, дошкольное учреждение «Радость» и фельдшерско-акушерский пункт. Имеются две скважины для питьевой воды, вдоль села протекает оросительный канал.
- Ново-Энгенойская муниципальная средняя общеобразовательная школа[19].

## Улицы
Улицы села:
| - А. Байсуркаева, - А. Ильясова, - А. Кадырова, - Августовская, - Апрельская, - Артезианская, - Д. Тарашова, - Декабрьская, | - И. Есембиева, - Июльская, - Июньская, - Лесная, - Мартовская, - Мира, - Новая, - Ноябрьская, | - Оздиева, - Октябрьская, - Сентябрьская, - Февральская, - Х. Комсумова, - Центральная, - Школьная, - Январьская. |